# Gunfire Games
Gunfire Games, LLC — американський розробник відеоігор, що базується в Остіні, Техас. Студію було засновано Девідом Адамсом в липні 2014 року, коли він привів з собою основну команду Crytek USA, яка була розпущена незабаром після цього. У серпні 2019 року компанія була придбана шведським холдинговим гігантом Embracer Group і увійшла до їх оперативної групи THQ Nordic.

## Історія
Засновник Gunfire Games Девід Адамс раніше заснував ще одну студію Vigil Games разом з іншими колишніми співробітниками NCSoft у 2005 році. Vigil Games розробили серію Darksiders і були придбані THQ у 2006 році. Студія майже не зазнала жодних змін аж до 2013 року, коли THQ збанкрутували і припинили роботу. В останній день існування Vigil Games Адамсу подзвонили з Crytek та запропонували допомогти створити американський філіал компанії. Згодом Адамс обійняв посаду головного виконавчого директора новоствореної Crytek USA, привівши з собою дві третини колишнього персоналу Vigil Games (близько 50 осіб). Ідея про створення Crytek USA виникла в останній момент, оскільки ніхто не подавав заявки на придбання Vigil Games на аукціонах банкрутства THQ. Пізніше Crytek і самі постали перед труднощами, в результаті чого Crytek USA було вирішено закрити через брак фінансування. У липні 2014 року Адамс вирішив заснувати незалежну студію Gunfire Games, прихопивши з собою 7 співробітників Crytek USA.
Директором студії став Метью Ґузенда. Студія швидко зростала до 22 осіб до лютого 2015 року, а до листопада 2017 року вже налічувала 60 осіб. Для початкового фінансування компанія звернулася до розробки VR-ігор для гарнітур Oculus Rift та Samsung Gear VR. Студія розробила п'ять таких ігор: Herobound: Spirit Champion, Herobound Gladiators, Chronos, Dead and Buried, From Other Suns. Після обміну з Nordic Games (пізніше відомою як THQ Nordic), Gunfire Games розробили Darksiders II: Deathinitive Edition, ремастер Darksiders II від Vigil Games. Студію також найняли для розробки нової частини франшизи, Darksiders III, яка вийшла у 2018 році. У серпні 2019 року THQ Nordic придбала Gunfire Games за нерозголошену ціну. На той час у Gunfire Games працювало 63 співробітники.

## Розроблені відеоігри
| Рік  | Назва                               | Доступні платформи                                                  | Видавець                      |
| ---- | ----------------------------------- | ------------------------------------------------------------------- | ----------------------------- |
| 2015 | Herobound: Spirit Champion          | Microsoft Windows, Oculus Go, Samsung Gear VR                       | Oculus Studios, Gunfire Games |
| 2015 | Darksiders II: Deathinitive Edition | Microsoft Windows, Nintendo Switch, PlayStation 4, Xbox One         | THQ Nordic                    |
| 2016 | Herobound Gladiators                | Microsoft Windows, Oculus Go, Samsung Gear VR                       | Oculus Studios                |
| 2016 | Chronos                             | Microsoft Windows                                                   | Gunfire Games                 |
| 2016 | Dead and Buried                     | Microsoft Windows, Oculus Go, Samsung Gear VR                       | Oculus Studios                |
| 2017 | From Other Suns                     | Microsoft Windows                                                   | Gunfire Games                 |
| 2018 | Darksiders III                      | Microsoft Windows, PlayStation 4, Xbox One, Nintendo Switch         | THQ Nordic                    |
| 2019 | Remnant: From the Ashes             | Microsoft Windows, PlayStation 4, Xbox One, Nintendo Switch         | Perfect World Entertainment   |
| 2020 | Chronos: Before the Ashes           | Microsoft Windows, Nintendo Switch, PlayStation 4, Xbox One, Stadia | THQ Nordic                    |
| 2023 | Remnant 2                           | Microsoft Windows, PlayStation 5, Xbox Series X/S                   | Gearbox Publishing            |
| ЩНВ  | гра у франшизі Darksiders           | ЩНВ                                                                 | THQ Nordic                    |